# Schönewörde
Schönewörde là một đô thị thuộc the huyện Gifhorn, trong bang Niedersachsen, Đức. Đô thị này có diện tích 17,73 km².